# Auffreville-Brasseuil
Auffreville-Brasseuil est une commune française située dans le département des Yvelines en région Île-de-France.
Ses habitants sont appelés les Auffrevillois.

## Géographie

### Localisation
Auffreville-Brasseuil est située à quatre kilomètres au sud de Mantes-la-Jolie et à une cinquantaine de km à l'ouest de Paris, dans la vallée de la Vaucouleurs, à 4 km.

### Communes limitrophes
Elle est limitrophe de Mantes-la-Ville au nord, de Magnanville et Soindres à l'ouest, de Breuil-Bois-Robert à l'est et de Vert au sud.

### Hydrographie

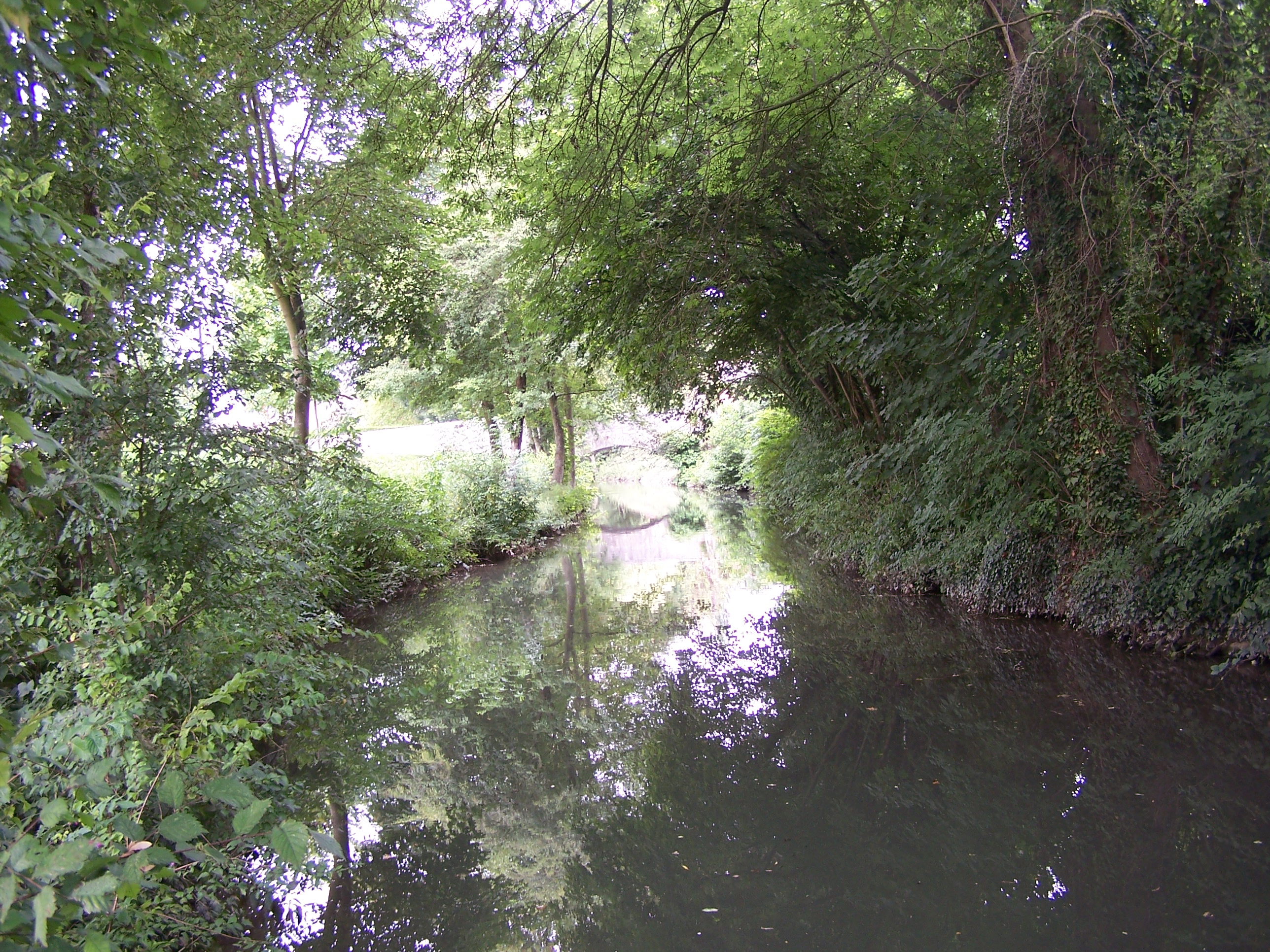
La Vaucouleurs à Auffreville.

La commune s'étire le long de la Vaucouleurs, affluent de rive gauche de la Seine, sur deux kilomètres environ, occupant le fond de la vallée et les deux versants. Elle comprend deux centres habités, Auffreville, site de l'ancien château d'Auffreville, et Brasseuil en amont.
La Vaucouleurs est doublée sur sa rive droite d'une dérivation, le bras forcé, qui alimentait autrefois de nombreux moulins et qui participe à l'écoulement des crues.

### Transports et voies de communications
La commune est desservie par la départementale 983 (et ses 6 000 véhicules par jour) qui longe le village.
La commune est desservie par la ligne 60 du réseau de bus Centre et Sud Yvelines et la ligne 88B du réseau de bus du Mantois.[réf. nécessaire].

### Climat
Pour des articles plus généraux, voir Climat de l'Île-de-France et Climat des Yvelines.
En 2010, le climat de la commune est de type climat océanique dégradé des plaines du Centre et du Nord, selon une étude du CNRS s'appuyant sur une série de données couvrant la période 1971-2000. En 2020, Météo-France publie une typologie des climats de la France métropolitaine dans laquelle la commune est exposée à un climat océanique et est dans la région climatique Sud-ouest du bassin Parisien, caractérisée par une faible pluviométrie, notamment au printemps (120 à 150 mm) et un hiver froid (3,5 °C).
Pour la période 1971-2000, la température annuelle moyenne est de 10,5 °C, avec une amplitude thermique annuelle de 13,7 °C. Le cumul annuel moyen de précipitations est de 685 mm, avec 10,5 jours de précipitations en janvier et 8 jours en juillet. Pour la période 1991-2020, la température moyenne annuelle observée sur la station météorologique la plus proche, située sur la commune de Magnanville à 3 km à vol d'oiseau, est de 11,6 °C et le cumul annuel moyen de précipitations est de 641,5 mm,. Pour l'avenir, les paramètres climatiques de la commune estimés pour 2050 selon différents scénarios d'émission de gaz à effet de serre sont consultables sur un site dédié publié par Météo-France en novembre 2022.
| Mois                                  | jan.             | fév.           | mars          | avril         | mai           | juin          | jui.         | août           | sep.          | oct.          | nov.            | déc.             | année      |
| ------------------------------------- | ---------------- | -------------- | ------------- | ------------- | ------------- | ------------- | ------------ | -------------- | ------------- | ------------- | --------------- | ---------------- | ---------- |
| Température minimale moyenne (°C)     | 1,7              | 1,8            | 3,6           | 5,5           | 8,6           | 11,6          | 13,4         | 13,6           | 10,9          | 8,6           | 4,8             | 2,3              | 7,2        |
| Température moyenne (°C)              | 4,3              | 5,1            | 7,8           | 10,7          | 13,9          | 17,2          | 19,5         | 19,5           | 16,2          | 12,5          | 7,7             | 4,8              | 11,6       |
| Température maximale moyenne (°C)     | 6,8              | 8,4            | 12,1          | 15,8          | 19,1          | 22,8          | 25,5         | 25,3           | 21,4          | 16,5          | 10,7            | 7,2              | 16         |
| Record de froid (°C) date du record   | −12,7 01.01.1997 | −12,3 07.02.12 | −8,5 13.03.13 | −3,2 06.04.21 | −0,7 06.05.19 | 3,3 01.06.06  | 6,6 16.07.12 | 5,8 28.08.1998 | 2,4 30.09.18  | −3,5 28.10.03 | −8,2 24.11.1998 | −10,1 29.12.1996 | −12,7 1997 |
| Record de chaleur (°C) date du record | 15,5 27.01.03    | 20,5 27.02.19  | 25,6 31.03.21 | 28,4 20.04.18 | 31,2 27.05.05 | 37,7 27.06.11 | 42 25.07.19  | 40,4 12.08.03  | 35,5 08.09.23 | 29,5 03.10.11 | 20,9 01.11.14   | 16,9 07.12.00    | 42 2019    |
| Précipitations (mm)                   | 48,5             | 47,7           | 48,4          | 42,5          | 62,1          | 53,9          | 51,5         | 56,5           | 40,9          | 65,3          | 57              | 67,2             | 641,5      |

## Urbanisme

### Typologie
Au 1er janvier 2024, Auffreville-Brasseuil est catégorisée commune rurale à habitat dispersé, selon la nouvelle grille communale de densité à sept niveaux définie par l'Insee en 2022.
Elle appartient à l'unité urbaine de Paris, une agglomération inter-départementale regroupant 407  communes, dont elle est une commune de la banlieue,,. Par ailleurs la commune fait partie de l'aire d'attraction de Paris, dont elle est une commune de la couronne,. Cette aire regroupe 1 929 communes,.

### Occupation des solssimplifiée
Le territoire de la commune se compose en 2017 de 76,34 % d'espaces agricoles, forestiers et naturels, 11,24  % d'espaces ouverts artificialisés et 12,42 % d'espaces construits artificialisés.

## Toponymie
Le nom de la localité est attesté sous les formes Offrevilla vers 1186, Auffreville en 1757.
Le nom d'Auffreville dérive d'un nom d'origine germanique Otfried ou Adalfrid (> Auffray) et de l'appellatif -ville au sens ancien de domaine rural [issu du latin villa (rustica)].
À l'origine Brasseuil est un hameau.
Le nom de Brasseuil vient du bas latin d'origine gauloise braceolum, marécage (basé sur braco > bray, braye).
Les toponymes en euil, très nombreux dans notre région, viendraient du terme gaulois ialo signifiant clairière.

## Histoire
Le territoire d'Auffreville-Brasseuil est une ancienne dépendance de Mantes-la-Ville, dont il a été détaché et érigé en deux communes indépendantes, Auffreville et Brasseuil en 1790. Toutefois, avant 1794, la commune éphémère de Brasseuil a été supprimée et son territoire rattaché à Auffreville, sous ce nom simple. Seulement en 1942, la commune a pris son nom actuel d'Auffreville-Brasseuil.

## Politique et administration

### Rattachements administratifs et électoraux
Antérieurement à la loi du 10 juillet 1964, la commune faisait partie du département de Seine-et-Oise. La réorganisation de la région parisienne en 1964 fit que la commune appartient désormais au département des Yvelines et à son arrondissement de Mantes-la-Jolie après un transfert administratif effectif au 1er janvier 1968.
Pour l'élection des députés, la commune fait partie de la neuvième circonscription des Yvelines, circonscription à dominante rurale du nord-ouest des Yvelines.
Elle faisait partie de 1793 à 1967 du canton de Mantes-la-Jolie du département de Seine-et-Oise. Lors de la mise en place des Yvelines, elle est rattachée en 1967 au canton de Guerville. Dans le cadre du redécoupage cantonal de 2014 en France, la commune est désormais intégrée au canton de Bonnières-sur-Seine.
Sur le plan judiciaire, Auffreville-Brasseuil fait partie de la juridiction d’instance de Mantes-la-Jolie et, comme toutes les communes des Yvelines, dépend du tribunal de grande instance ainsi que de tribunal de commerce sis à Versailles,.

### Intercommunalité
La commune d'Auffreville-Brasseuil était membre de la communauté d'agglomération de Mantes-en-Yvelines, créée fin 1999 et qui succédait au district urbain de Mantes (DUM), créé en 1966.
La loi de modernisation de l'action publique territoriale et d'affirmation des métropoles (loi MAPAM)  imposant la création de territoires d'au moins 200 000 habitants en seconde couronne parisienne, cette intercommulité fusionne avec ses voisines pour former, le 1er janvier 2016, la communauté urbaine dénommée Grand Paris Seine et Oise (GPS&O), dont Auffreville-Brasseuil est désormais membre.

### Liste des maires
| Période                                  | Période                       | Identité       | Étiquette | Qualité                                                        |
| ---------------------------------------- | ----------------------------- | -------------- | --------- | -------------------------------------------------------------- |
| Les données manquantes sont à compléter. |                               |                |           |                                                                |
| 1962                                     | 1983                          | Pierre Leclère |           |                                                                |
| mars 1983                                | En cours (au 18 février 2020) | Serge Ancelot  | LR        | Chef d'entreprise à la retraite Réélu pour le mandat 2014-2020 |

## Population et société

### Démographie

#### Évolution démographique
L'évolution du nombre d'habitants est connue à travers les recensements de la population effectués dans la commune depuis 1793. Pour les communes de moins de 10 000 habitants, une enquête de recensement portant sur toute la population est réalisée tous les cinq ans, les populations de référence des années intermédiaires étant quant à elles estimées par interpolation ou extrapolation. Pour la commune, le premier recensement exhaustif entrant dans le cadre du nouveau dispositif a été réalisé en 2004.

En 2022, la commune comptait 669 habitants, en évolution de +2,92 % par rapport à 2016 (Yvelines : +2,72 %, France hors Mayotte : +2,11 %).
| 1793 | 1800 | 1806 | 1821 | 1831 | 1836 | 1841 | 1846 | 1851 |
| ---- | ---- | ---- | ---- | ---- | ---- | ---- | ---- | ---- |
| 294  | 279  | 235  | 242  | 243  | 249  | 253  | 251  | 241  |

| 1856 | 1861 | 1866 | 1872 | 1876 | 1881 | 1886 | 1891 | 1896 |
| ---- | ---- | ---- | ---- | ---- | ---- | ---- | ---- | ---- |
| 219  | 204  | 216  | 239  | 248  | 203  | 211  | 191  | 218  |

| 1901 | 1906 | 1911 | 1921 | 1926 | 1931 | 1936 | 1946 | 1954 |
| ---- | ---- | ---- | ---- | ---- | ---- | ---- | ---- | ---- |
| 222  | 234  | 207  | 193  | 220  | 272  | 291  | 258  | 303  |

| 1962 | 1968 | 1975 | 1982 | 1990 | 1999 | 2004 | 2006 | 2009 |
| ---- | ---- | ---- | ---- | ---- | ---- | ---- | ---- | ---- |
| 326  | 338  | 445  | 454  | 560  | 586  | 599  | 611  | 589  |

| 2014 | 2019 | 2022 | - | - | - | - | - | - |
| ---- | ---- | ---- | - | - | - | - | - | - |
| 646  | 649  | 669  | - | - | - | - | - | - |

#### Pyramide des âges
En 2018, le taux de personnes d'un âge inférieur à 30 ans s'élève à 30,4 %, soit en dessous de la moyenne départementale (38,0 %). À l'inverse, le taux de personnes d'âge supérieur à 60 ans est de 29,5 % la même année, alors qu'il est de 21,7 % au niveau départemental.
En 2018, la commune comptait 322 hommes pour 327 femmes, soit un taux de 50,39 % de femmes, légèrement inférieur au taux départemental (51,32 %).
Les pyramides des âges de la commune et du département s'établissent comme suit.
| Hommes | Classe d’âge | Femmes |
| ------ | ------------ | ------ |
| 0,6    | 90 ou +      | 2,8    |
| 9,0    | 75-89 ans    | 8,6    |
| 18,6   | 60-74 ans    | 19,3   |
| 23,0   | 45-59 ans    | 20,8   |
| 18,0   | 30-44 ans    | 18,7   |
| 11,8   | 15-29 ans    | 11,3   |
| 18,9   | 0-14 ans     | 18,7   |

| Hommes | Classe d’âge | Femmes |
| ------ | ------------ | ------ |
| 0,6    | 90 ou +      | 1,4    |
| 6      | 75-89 ans    | 7,8    |
| 13,5   | 60-74 ans    | 14,8   |
| 20,7   | 45-59 ans    | 20,1   |
| 19,6   | 30-44 ans    | 19,9   |
| 18,5   | 15-29 ans    | 16,8   |
| 21,2   | 0-14 ans     | 19,2   |

### Enseignement
Les enfants de la commune sont scolarisés à l'école des Huit moulins, établissement ouvert en 2017 et qui remplace une école construite dans les années 1900 et qui est amenée à accueillir une nouvelle salle du conseil municipal.

## Économie
- Agriculture.
- Moulins : le moulin de Brasseuil, hérité du XIVe siècle[28]. Il participe à l'opération « Pain d'Yveline », du nom d'une association qui cherche à promouvoir un pain local de qualité en assurant la transparence de la filière de l'agriculteur au boulanger[réf. nécessaire].

## Culture locale et patrimoine

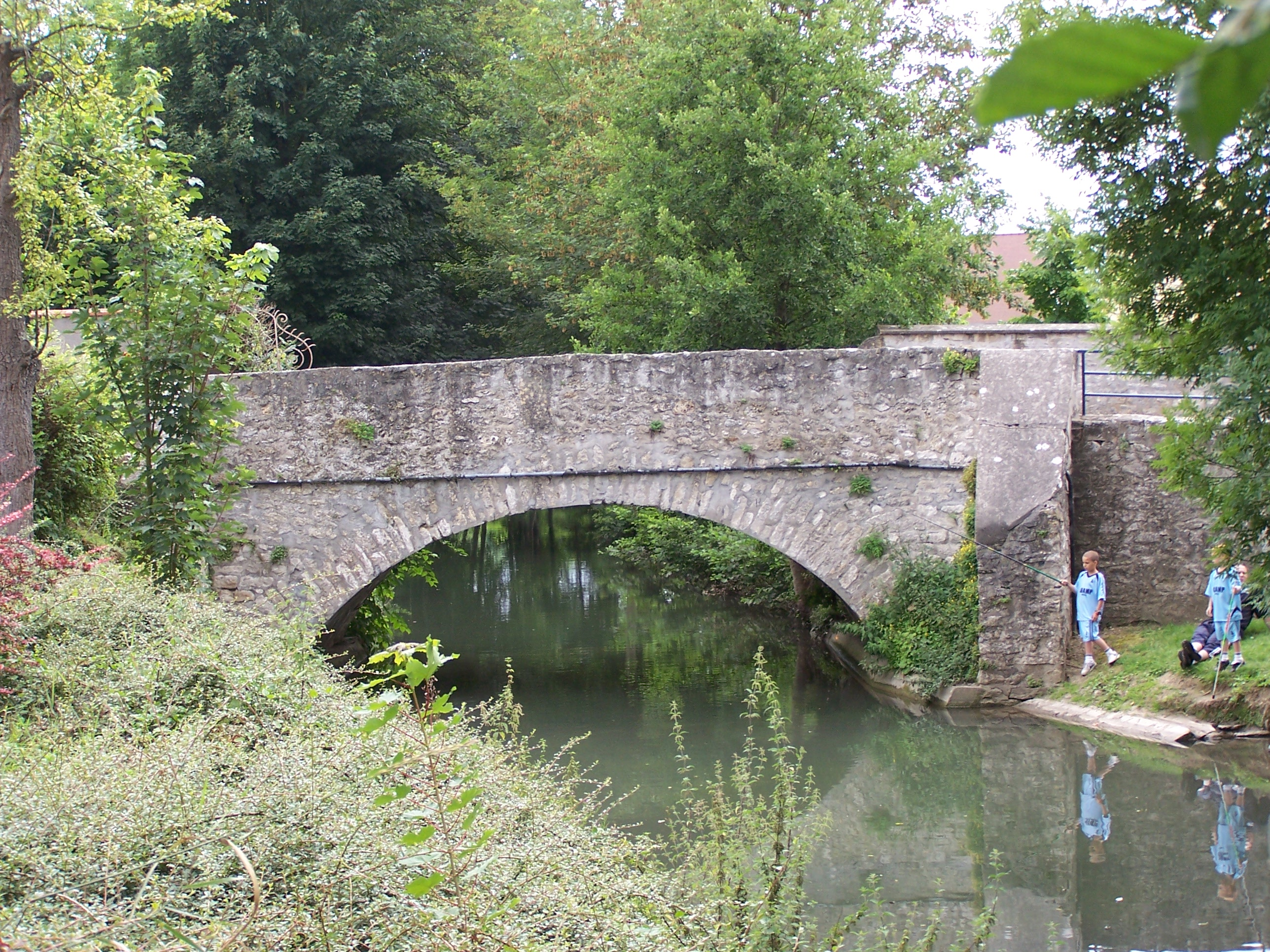
Le pont de la Révolution.

### Lieux et monuments
- Chapelle Saint-Barthélemy : construite en 1811 sur l'emplacement de l'ancienne chapelle du château.
- Château d'Auffreville : petit édifice du XIXe siècle à quatre tourelles d'angle, construit sur les ruines de l'ancien château du XVIe siècle.
- Moulin de Brasseuil : très ancien moulin à eau, déjà cité au XVIe siècle, qui a été modernisé et est toujours en activité.
- Pont de la Révolution, sur la Vaucouleurs.
- Deux anciens lavoirs à Brasseuil, l'un impasse du Lavoir, l'autre impasse de l'Éperon

### Personnalités liées à la commune
- Le chanteur Alain Barrière a vécu dans la commune, où il s'est marié, une dizaine d'années, au  manoir appelé la Croix Saint-Jacques[29],[30].

### Héraldique
| Blason de Auffreville-Brasseuil | Blason  | D'azur au pont antique d'une arche d'argent, maçonné de sable et enfermant une roue de moulin à aubes du même, posés sur une jumelle ondée aussi d'argent soutenue d'un poisson du même, le pont accompagné en chef, à dextre d'un épi de blé posé en barre, à senestre d'un épi de maïs posé en bande, le tout d'or. |
| Blason de Auffreville-Brasseuil | Détails | Le statut officiel du blason reste à déterminer. |